# Княжа Лайф Вієнна Іншуранс Груп

ПрАТ СК «Княжа Лайф Вієнна Іншуранс Груп» — українська страхова компанія зі страхування життя, яка працює на страховому ринку України з 1999 року, а з 2004 року — входить до складу австрійської страхової групи «Vienna Insurance Group».

## Історія
- 30 червня 1999 року — було засновано Закрите акціонерне товариство "Страхова компанія «Юпітер».

- З 2004 року стратегічним акціонером страхової компанії «Юпітер» стає «Wiener Städtische Allgemeine Versicherung AG»[2], засновник Vienna Insurance Group (VIG) — провідної австрійської страхової Групи, лідера ринку Центральної та Східної Європи, яка бере свій початок з 1824 року[3].
- В вересні 2005 року СК «Юпітер» за участі спеціалістів страхової компанії «Wiener Städtische Versicherung AG» запроваджує новий страховий продукт — страхування життя позичальників кредиту[4].
- З 11 квітня 2007 року, за рішенням акціонерів, новим Головою правління страхової компанії «Юпітер» стає Руслан Васютін, який з кінця 2006 року обіймав посаду директора з маркетингу та продажу. На посаду першого заступника Голови Правління СК «Юпітер» була призначена Ірина Бордюг, яка до цього обіймала посаду директора з фінансів і головного бухгалтера СК «ТАС»[5].
- 19 квітня 2010 року — СК «Юпітер Вієнна Іншуранс Груп» отримала найвищу оцінку фінансової надійності «А+» і стала № 1 серед українських компаній зі страхування життя з найвищим підсумковим інтегральним показником — за підсумками незалежного оцінювання найбільшого українського Рейтингового агентства «Експерт-Рейтинг»[6].
- 14 лютого 2012 року — українським рейтинговим агентством «Standard Rating» вперше було привласнено ПрАТ СК «Юпітер Вієнна Іншуранс Груп» найвищий рейтинг фінансової стійкості на рівні «uaAA+»[7]. СК «Юпітер Вієнна Іншуранс Груп» набуває статусу компанії з найвищим рейтингом фінансової стійкості страховика серед українських компаній зі страхування життя.
- 29 березня 2012 року — в рамках щорічної Церемонії нагородження лідерів ринку, за результатами 2011 року, СК «Юпітер Вієнна Іншуранс Груп» стає лідером національної Премії Insurance TOP в класі «Вибір страхових посередників», а Vienna Insurance Group визнається найбільшою міжнародною страховою групою в Україні[8].
- 3 липня 2012 року — відкриття «гарячої» телефонної лінії 0 800 508 501. Розпочато роботу цілодобового контакт-центру для клієнтів та партнерів на новому обладнанні і програмному забезпеченні[9].
- 16 червня 2014 року — за результатами незалежного рейтингу авторитетного бізнес-видання «Гроші», страхова компанія «Юпітер VIG» ввійшла до ТОП-3 найбільш надійних компаній по накопичувальному страхуванню життя в Україні[10].
- У серпні 2015 року, в рамках спільного проекту «Cross-Selling» компаній Vienna Insurance Group в Україні, стартують продажі програм страхування життя СК «Юпітер Вієнна Іншуранс Груп» у відділеннях страхової компанії «Українська страхова група»[11].
- В листопаді 2015 року страхова компанія «Юпітер VIG» посідає друге місце в рейтингу наднадійності лайфових компаній, опублікованому в українському діловому виданні «Особистий рахунок»[12].
- В січні 2016 року стартує нове партнерство СК «Юпітер Вієнна Іншуранс Груп» і АБ «Укргазбанк» з активних продажів програм страхування життя співробітниками банку[13].
- 12 вересня 2016 року — ПрАТ СК «Юпітер Вієнна Іншуранс Груп» змінює своє ім'я на Приватне акціонерне товариство "Страхова компанія «Княжа Лайф Вієнна Іншуранс Груп»[14].
- За підсумками 2016 року, СК «Княжа Лайф VIG» в трійці лідерів рейтингу наднадійності компаній зі страхування життя, опублікованого журналом «Особистий рахунок»[15].
- 7 грудня 2017 — за версією ділового бізнес-видання «Особистий рахунок», страхова компанія «Княжа Лайф VIG» посідає 6 місце[16] в Рейтингу наднадійності компаній зі страхування життя[17].
- В кінці 2017 року компанія стає однією з дев'яти лайфових страхових компаній України, які об'єдналися у «Проект Життя», для спільної роботи в напрямках поетапної розбудови та розвитку ринку страхування життя в Україні[18].